# Баттл, Симон
Симо́н Шери́з Баттл (англ. Simone Sherise Battle; 17 июня 1989 — 5 сентября 2014) — американская певица из Лос-Анджелеса, штата Калифорнии. Была финалисткой шоу The X Factor в 2011 году и участницей девичьей поп-группы G.R.L..

## Карьера

### 2006—2011: Начало карьеры иThe X Factor
В 2006 году дебютировала на телевидении, появившись в небольшой роли в телесериалах «Зоуи 101» и «Все ненавидят Криса». В 2008 году Баттл снялась в главной роли в клипе Mary Mary «Get Up». Также в 2010 году Баттл появилась в роли танцовщицы в клипе Cali Swag District «Teach Me How to Dougie».
В 2011 году участвовала в шоу The X Factor, где судьями выступили Саймон Коуэлл, Пола Абдул, Шерил Коул и Эл-Эй Рид. Баттл исполнила песню The Pussycat Dolls «When I Grow Up» . В итоге Баттл получила три балла от судей . Наставником певицы стал Коуэлл, выбрав её из 32 финалисток. В рамках шоу Симон выступила вживую вместе с Мелани Амаро, Рэйчел Кроу, Дрю и Тиа Толливерами. Набрав 17 баллов, Симон и Толливер через неделю были Коллуэллом исключены из категории девочек. Он назвал Баттл одной из своих любимых конкурсанток.
Выступления Баттл на The X Factor включали:
| Раунд          | Тема                    | Балл | Песня                | Оригинальный исполнитель | Результат                          |
| -------------- | ----------------------- | ---- | -------------------- | ------------------------ | ---------------------------------- |
| Прослушивание  | Free choice             | н/д  | «When I Grow Up»     | Pussycat Dolls           | Попала благодаря лагерю            |
| Лагерь 1       | Выступление с группой 1 | н/д  | Вне эфира            | Вне эфира                | Продвинулась                       |
| Лагерь 2       | Выступление с группой 2 | н/д  | Вне эфира            | Вне эфира                | Продвинулась                       |
| Лагерь 3       | Сольное выступление     | н/д  | «Your Song»          | Элтон Джон               | Through to judges' houses          |
| Judges' houses | Без темы                | н/д  | «Help!»              | The Beatles              | Вышла благодаря живым выступлениям |
| 1 Неделя       | Без темы                | 13   | «Just Be Good to Me» | The SOS Band             | Дошла                              |

### 2012—14: Сольный успех, актёрские роли и образование G.R.L
В 2012 году Баттл вместе с Манделой Ван Пиблсом, Мойзесом Айрисом и Снуп Доггом снялась в фильме Мы-вечеринка. Он получил смешанные отзывы критиков. Также фильм стал первой и последней полнометражной лентой с участием Баттл. В 2012 году Баттл снялась в роли Оливии в короткометражном фильме «Meanamorphosis». Фильм вышел в прокат 27 апреля 2012 года.

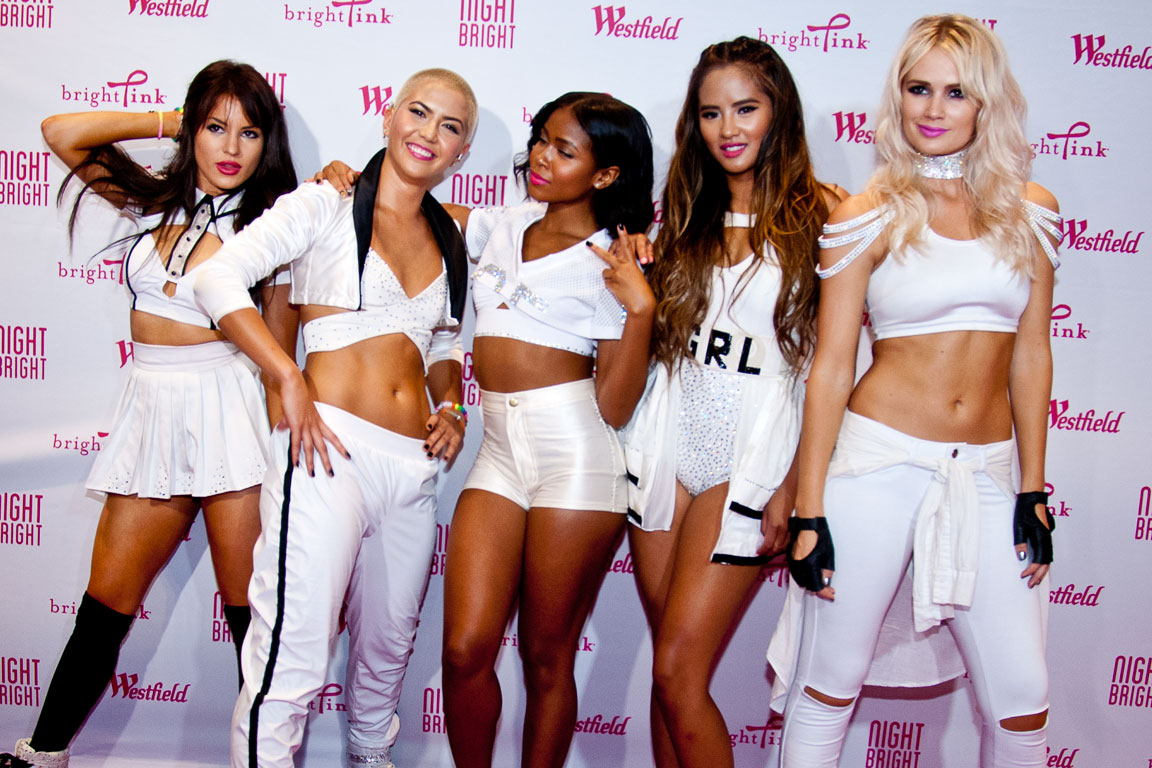
Баттл в составе группы G.R.L. в 2013 году

После того как Стив Джонс исключил её из шоу, Баттл выпустила свой музыкальный клип на песню «He Likes Boys».
В августе 2012 года Симон Баттл пробовалась в группу The Pussycat Dolls в качестве одной из новых участниц группы после того, как прошлый состав коллектива распался в 2010 году. Её присоединение к группе Pussycat Dolls Dollhouse было объявлено в отеле «Китинг» в Сан-Диего. Позже в феврале 2013 года Робин Антин анонсировала, что коллектив, планировавшийся как «следующее поколение» The Dolls, будет носить название G.R.L.

## Смерть
Симон Баттл скончалась 5 сентября 2014 года в возрасте 25 лет. Причиной смерти стало самоубийство через повешение. Позже было установлено, что она страдала депрессией из-за финансовых проблем.

### Память
Смерть Симон широко освещалась в СМИ, коллегами по цеху и фанатами в соцсетях. Свои соболезнования в соцсетях выразили Робин Антин Николь Шерзингер, Саймон Коуэлл, Pitbull, Cirkut, Dr. Luke, Мел Би, Шерил Коул,, коллеги по G.R.L. Наташа Стейтон, Эммалин Эстрада и Лорен Беннет.

### Музыкальная память
G.R.L. в память о своей коллеге выпустила сингл «Lighthouse». Музыкальное видео на песню отображало фотографии певицы на протяжении всей её жизни.

## Дискография
См. Дискография G.R.L. в английском разделе
В качестве сольной артистки Баттл выпустила четыре сингла и один музыкальный видеоклип. А в составе G.R.L. — один мини-альбом, два сингла (включая записанные совместно с другими исполнителями), два промосингла,

### Синглы
| Название                                             | Год  | Высшая позиция в чартах | Высшая позиция в чартах | Высшая позиция в чартах | Высшая позиция в чартах | Высшая позиция в чартах | Высшая позиция в чартах | Высшая позиция в чартах | Высшая позиция в чартах | Сертификации                                             | Альбом        |
| Название                                             | Год  | US                      | AUS                     | IRE                     | NZ                      | KOR                     | CAN                     | FRA                     | UK                      | Сертификации                                             | Альбом        |
| ---------------------------------------------------- | ---- | ----------------------- | ----------------------- | ----------------------- | ----------------------- | ----------------------- | ----------------------- | ----------------------- | ----------------------- | -------------------------------------------------------- | ------------- |
| «Rain»                                               | 2008 | —                       | —                       | —                       | —                       | —                       | —                       | —                       | —                       |                                                          | N/A           |
| «Just a Boy»                                         | 2009 | —                       | —                       | —                       | —                       | —                       | —                       | —                       | —                       |                                                          | N/A           |
| «Material Girl»                                      | 2009 | —                       | —                       | —                       | —                       | —                       | —                       | —                       | —                       |                                                          | N/A           |
| «He Likes Boys»                                      | 2011 | —                       | —                       | —                       | —                       | —                       | —                       | —                       | —                       |                                                          | N/A           |
| «Vacation» (в качестве участницы G.R.L.)             | 2013 | —                       | —                       | —                       | —                       | 97                      | —                       | —                       | —                       |                                                          | Smurfs 2      |
| «Show Me What You Got» (в качестве участницы G.R.L.) | 2014 | —                       | —                       | —                       | —                       | —                       | —                       | —                       | —                       |                                                          | G.R.L.        |
| «Wild Wild Love» (Pitbull совместно с G.R.L.)        | 2014 | 30                      | 10                      | 30                      | 25                      | —                       | 22                      | 90                      | 6                       | - ARIA: Платиновый - MC: Platinum                        | Globalization |
| «Ugly Heart» (в качестве участницы G.R.L.)           | 2014 | 107                     | 2                       | 2                       | 3                       | —                       | —                       | —                       | 11                      | - ARIA: 4× Платиновый - BPI: Серебряный - RMNZ: Platinum | G.R.L.        |

### Музыкальные видео
| Песня            | Год  | Режиссёр          |
| ---------------- | ---- | ----------------- |
| «He Likes Boys»  | 2011 | Шейн Макклаферти  |
| «Vacation»       | 2013 | Ханна Люкс Дэвис  |
| «Wild Wild Love» | 2014 | Дэвид Россью      |
| «Ugly Heart»     | 2014 | Крис Маррс Пилеро |

### Каверы
| Год  | Название                     |
| ---- | ---------------------------- |
| 2008 | «Like a Star»                |
| 2008 | «Saving All My Love for You» |
| 2010 | «Tik Tok»                    |
| 2010 | «Speechless»                 |
| 2010 | «Teenage Dream»              |
| 2011 | «Rolling in the Deep»        |
| 2011 | «Someone like You»           |
| 2011 | «Santa Baby»                 |
| 2012 | «Take Care»                  |
| 2012 | «Starships»                  |

## Фильмография

### Фильмы
| Год  | Название           | Роль       | Примечания                   |
| ---- | ------------------ | ---------- | ---------------------------- |
| 2012 | Мы-вечеринка       | Чейн Дэвис | Дебют в фильме; Главная роль |
| 2012 | Meanamorphosis     | Оливия     | Короткометражка              |
| 2014 | В чём мы нуждаемся | Линда      | Короткометражка              |

### Телевидение
| Год  | Название            | Роль                       | Примечания                  |
| ---- | ------------------- | -------------------------- | --------------------------- |
| 2006 | Все ненавидят Криса | Девушка #2                 | Эпизод: «Все ненавидят Дрю» |
| 2006 | Зоуи 101            |                            | Эпизод: «Горячая долина»    |
| 2011 | The X Factor USA    | Играет саму себя           | Участница шоу; 5 эпизодов   |
| 2012 | 106 & Park          | Играет саму себя/ Репортёр | [ 29 ]                      |

### Музыкальные видео
| Год  | Песня                    | Режиссёр         | Альбом       |
| ---- | ------------------------ | ---------------- | ------------ |
| 2008 | «Get Up»                 | Ленни Басс       | The Sound    |
| 2010 | «Teach Me How to Dougie» | Йоланд Джеральдс | The Kickback |